# Hop Harvest
Hop Harvest is een Belgisch bier van hoge gisting.
Het bier wordt sinds 2010 gebrouwen in Brouwerij De Ranke te Dottenijs in Henegouwen. Dit bier wordt eenmaal per jaar gebrouwen met ongedroogde hopbellen rechtstreeks van het veld. Op elk brouwsel staat dan ook het jaartal vermeld.

Het is een blond bier met een alcoholpercentage van 8%.